# John Porter
John Porter, född 11 september 1947 i Leeds, är en brittisk musiker och musikproducent.
Han föddes i Leeds, och blev tidigt vän med Bryan Ferry. Han spelade gitarr, basgitarr, och producerade musik för Roxy Music.
Efter sin tid i Roxy Music har han producerat musik för The Smiths, Billy Bragg, School of Fish och flera andra band.

## Roxy Music diskografi
- For Your Pleasure
- These Foolish Things
- In Search Of Eddie Riff (1974 version)
- Another Time, Another Place
- In Search Of Eddie Riff (1975 version)
- Let's Stick Together
- In Your Mind
- A Song For Europe
- In Search Of Eddie Riff (2000 CD-version)